# Danny Chia
Danny Chia (nascido em 29 de novembro de 1972) é um golfista profissional malaio.
Foi o principal golfista amador malaio em meados da década de 1990 e se tornou profissional em 1996. Atualmente joga na Asian Tour, onde venceu o Aberto da Tailândia de 2002, sendo o primeiro malaio a vencer no Tour. Também já ganhou vários torneios profissionais na Malásia e em outros lugares.
Irá representar a Malásia no individual masculino do golfe nos Jogos Olímpicos de Verão de 2016, no Rio de Janeiro, Brasil.